# جيف وليامز (عداء سريع)
جيف وليامز (بالإنجليزية: Jeff Williams)‏ هو عداء سريع أمريكي، ولد في 31 ديسمبر 1965 في لوس أنجلوس في الولايات المتحدة.

## وصلات خارجية
- جيف وليامز على موقع الاتحاد الدولي لألعاب القوى (الإنجليزية)
- جيف وليامز على موقع اللجنة الأولمبية الدولية (الإنجليزية)
- جيف وليامز على موقع أوليمبيديا (الإنجليزية)